# Dundee FC
Dundee Football Club este un club de fotbal din Dundee, Scoția, fondat în anul 1893. Arena de casă a echipei este Dens Park. În prezent echipa evoluează în Scottish Premiership, după ce a luptat 7 sezoane consecutiv pentru a promova.
Clubul a fost format după o fuziune între echipele Dundee East End și Dundee Our Boys pentru a aplica pentru SFL. În decurs de un deceniu, FC Dundee au devenit o forță majoră în fotbalul scoțian, terminând ca vicecampioni în ligă de trei ori în anii 1900 și au încheiat deceniul câștigători ai Cupei Scoției în 1910. Au rămas o echipă importantă în fotbalul scoțian înainte de un declin în anii 1930. După revenirea la fotbal la finalul celui de-Al Doilea Război Mondial, clubul a cunoscut o renaștere la sfârșitul anilor 1940 și 1950 sub conducerea lui George Anderson, cu un alt loc doi și cu victorii consecutive în Cupa Ligii Scoției în 1952 și 1953.
Cea mai de succes epocă a clubului a fost în anii 1960 când, sub conducerea lui Bob Shankly (fratele lui Bill Shankly, antrenor la Liverpool), Dundee a câștigat titlul Scottish Football League în 1962, iar în sezonul următor a ajuns în semifinalele Cupei Campionilor Europeni. Clubul a câștigat din nou Cupa Ligii în sezonul 1973–1974, dar de atunci nu a mai câștigat niciul alt trofeu major. De la sfârșitul anilor 1980, clubul a trecut prin probleme financiare și retrogradări frecvente.
Clubul a jucat în First Division (eșalonul secund) din 2005 până în 2012 și a revenit în Premier League pentru sezonul 2012-2013, în urma intrării în faliment a clubului Rangers FC. La sfârșitul sezonului 2021-2022, Dundee FC a retrogradat în liga secundă, dar în sezonul 2022-2023 a câștigat Championship și, prin urmare, a promovat în Premiership.

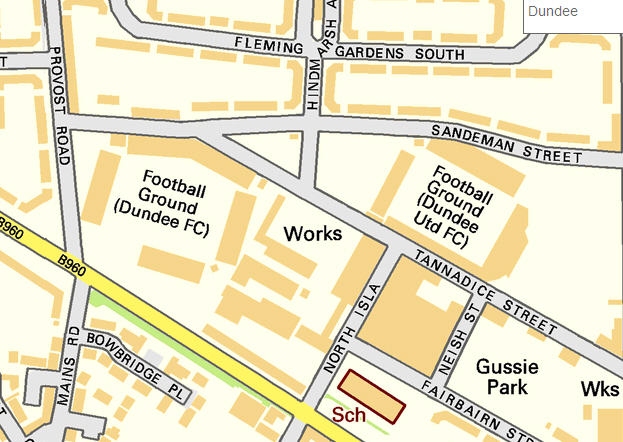
Harta care arată apropierea dintre Dens Parc, stadionul lui Dundee FC (stânga) și stadionul Tannadice Park al echipei Dundee United FC (dreapta)

Clubul are o rivalitate de lungă durată cu Dundee United, care este situat pe aceeași stradă. Stadioanele lor sunt situate la o mică distanță unul față de altul, de doar câteva sute de metri, astfel cluburile acestea sunt cele mai apropiate geografic echipe din Marea Britanie. Meciurile dintre cele două se numesc Derby-ul Dundee, iar jocurile sunt disputate cu înverșunare și sunt adesea considerate una dintre cele mai interesante partide din fotbalul scoțian. În ciuda acestui fapt, rivalitatea este mult mai prietenoasă decât alte derby-uri scoțiene, cum ar fi Old Firm, familiile adesea împărțite în ceea ce privește sprijinul.

## Hall of Fame
| - Thomson Allan (2017) - Alfie Boyd (2013) - Bill Brown (2015) - Alan Cousin (2011) - Bobby Cox (2009) - Doug Cowie (2009) - Tommy Coyne (2011) - Ally Donaldson (2016) - Jim Duffy (2010) - John Duncan (2015) - Bobby Ford (2024) - Cammy Fraser (2018) - Alan Gilzean (2009) - Bobby Glennie (2013) - Alex Hamilton (2010) - Pat Liney (2011) - Neil McCann (2016) | - Tosh McKinlay (2019) - Andy Penman (2011) - Billy Pirie (2016) - Hugh Robertson (2012) - Jocky Scott (2009) - Bobby Seith (2012) - Bob Shankly (2010) - Eric Sinclair (2018) - Barry Smith (2009) - Gordon Smith (2012) - Billy Steel (2009) - George Stewart (2019) - Ian Ure (2011) - Gordon Wallace (2010) - Bobby Wilson (2013) - Bobby Wishart (2012) - Keith Wright (2017) |

## Istoricul antrenorilor
| - Willie Wallace (1899–19) - Sandy MacFarlane (1919–25) - Alec McNair (1925–28) - Sandy MacFarlane (1928) - Jimmy Bisset (1928–33) - Billy McCandless (1933–37) - Andy Cunningham (1937–40) - George Anderson (1944–54) - Willie Thornton (1954–59) - Bob Shankly (1959–65) - Sammy Kean (interimar) (1965) - Bobby Ancell (1965–68) - John Prentice (1968–72) - David White (1972–77) - Tommy Gemmell (1977–80) | - Don Mackay (1980–84) - Archie Knox (1984–86) - Jocky Scott (1986–88) - Dave Smith (1988–89) - Gordon Wallace (1989–91) - John Blackley (caretaker) (1991) - Iain Munro (1991–92) - Simon Stainrod (1992–93) - Jim Duffy (1993–96) - John McCormack (1997–98) - Jocky Scott (1998–00) - Ivano Bonetti (2000–02) - Jim Duffy (iulie 2002 – sept 05) - Gerry Britton (interimar) (2005) - Alan Kernaghan (sept 2005 – aprilie 2006) | - Barry Smith/Bobby Mann (interimari) (2006) - Alex Rae (2006–08) - David Farrell (interimar) (2008) - Jocky Scott (oct 2008 – martie 2010) - Gordon Chisholm (martie 2010 – oct 2010) - Barry Smith (oct 2010 – feb 2013) - John Brown (feb 2013–2014) - Paul Hartley (2014–2017) - Neil McCann (2017–2018) - Jim McIntyre (2018–2019) - James McPake (2019–2022) - Mark McGhee (2022) - Gary Bowyer (2022–2023) - Tony Docherty (2023–) |

## Palmares

### Campionat
- Prima Ligă Scoțiană:

- Campioni (1): 1961–1962
- Vice-campioni (4): 1902–1903, 1906–1907, 1908–1909, 1948–1949

- Scottish Championship:

- Câștigători (6): 1946–1947, 1978–1979, 1991–1992, 1997–1998, 2013–2014, 2022–2023
- Locul secund (5): 1980–1981, 2007–2008, 2009–2010, 2011–2012, 2020–2021

### Cupe naționale
- Cupa Scoției:

- Câștigători (1): 1909–1910
- Finaliști (4): 1924–1925, 1951–1952, 1963–1964, 2002–2003

- Cupa Ligii Scoției:

- Câștigători (3): 1951–1952, 1952–1953, 1973–1974
- Finaliști (3): 1967–1968, 1980–1981, 1995–1996

- Scottish Challenge Cup:

- Câștigători (2): 1990–1991, 2009–2010
- Finaliști (1): 1994–1995

### Competițiile europene
- Liga Campionilor UEFA:

- Semi-finalistă (1): 1962–63

- Cupa Orașelor Târguri:

- Semi-finalistă (1): 1967–68

### Altele
- Forfarshire Cup:

- Câștigătoare (28): 28 de ori

- Scottish Youth Cup

- Finalistă (3):  1987–88, 1995–96, 1998–99

- Evening Telegraph Challenge Cup:

- Câștigătoare (1): 2006

- Tennents' Sixes:

- Câștigătoare (1): 1988
- Finalistă (1): 1984